# Бржозовский, Николай Александрович
Никола́й Алекса́ндрович Бржозо́вский (20 декабря 1857  [1 января 1858], Барыгино, Тверская губерния — не ранее 1930, Рисан, Котор) — русский военачальник, генерал-лейтенант. Участник русско-турецкой войны 1877—1878, китайского похода (1900—1901), русско-японской войны, Первой мировой войны, гражданской войны в России.

## Биография
Родился 20 декабря 1857 (1 января 1858) в Барыгино (ныне — в Ржевском районе Тверской области). Согласно приведенной в книге Леонида Кампе ""Руси у Котору између два рата" (Београд: Руски научни институт: Информатика, 2022)" метрической записи, родился 19 декабря 1857 г. в Витебске. 
Из дворян. Образование получил в Полоцкой военной гимназии. В службу вступил 1 сентября 1874 года. Окончил 2-е военное Константиновское училище, выпущен прапорщиком (старшинство с 10 августа 1876 года) в 16-ю артиллерийскую бригаду (Волковыск).
Участник русско-турецкой войны 1877—78 годов. Подпоручик (старшинство с 26 декабря 1877 года). Поручик (старшинство с 18 декабря 1878 года). Штабс-капитан (старшинство с 12 ноября 1884 года). Капитан (старшинство с 13 декабря 1892 года). Командовал ротой 14 лет и 2 месяца; осадной артиллерийской ротой (14 декабря 1900 — 1 июня 1901).
Участник похода в Китай 1900—01 годов. Подполковник (за боевые отличия; приказ 1901 года; старшинство с 15 июня 1901 года).
Участник русско-японской войны 1904—05 годов. Полковник (за боевые отличия; приказ 1905 года; старшинство с 9 августа 1904 года). Ранен и контужен.
Командир Ломжинской крепостной артиллерии (24 июля 1906 — 20 декабря 1911). Генерал-майор (за отличие; приказ 1911 года; старшинство с 20 декабря 1911 года). С 20 декабря 1911 года — начальник Осовецкой крепостной артиллерии.
Награждён орденом Святого Георгия 4-й степени (высочайший приказ от 21 марта 1915 года) «за то, что во время бомбардировки крепости Осовец, 13-16 сентября 1914 года, командуя всей крепостной артиллерией, а равно войсками 1-го отдела обороны, находясь под действительным огнем, своими действиями, … способствовал отражению атаки на крепость и дальнейшему победоносному наступлению наших войск как со стороны крепости, так и из м. Гониондз». Комендант Осовецкой крепости (с 8 апреля 1915 года). Во время осады крепости предложил немецкому парламентёру, предлагавшему сдать крепость, остаться в ней во время штурма с условием, что, если штурм будет неудачным, немца повесят, а если крепость будет взята, то пусть повесят его (Бржозовского). Крепость устояла. Генерал-лейтенант (приказ от 6 декабря 1915 года; старшинство с 7 августа 1915 года). На 10 июля 1916 года — в том же чине и должности. Командир 44-го армейского корпуса (июнь 1916 — 22 апреля 1917). С 22 апреля 1917 года — комендант Свеаборгской крепости.
Участник Белого движения на юге России. 10 июля 1919 года прибыл на службу в войска Северной области в распоряжение генерал-губернатора Северной области, с 17 июля 1919 года состоял в резерве чинов при штабе Главнокомандующего. 21 июля назначен начальником гарнизона Архангельска и окрестностей. 1 сентября того же года назначен заместителем генерал-губернатора Северной области. 28 сентября назначен начальником обороны Архангельска. Председатель Георгиевской думы Северной области.
В эмиграции. 20 апреля 1920 года прошёл регистрацию в военном лагере Варнес (Норвегия). В 1920-х годах проживал в Югославии; состоял в Обществе офицеров-артиллеристов. Был директором инвалидного дома в Прчане. В 1930 году жил в инвалидном доме в Рисане (ныне в Черногории).
В 2022 г. в книге черногорского историка Леонида Кампе "Руси у Котору између два рата" (Београд: Руски научни институт: Информатика, 2022) были впервые опубликованы записи из метрической книги о смерти и погребении Н.А.Бржозовского. Согласно им, генерал скончался в инвалидном доме Прчани 10 декабря 1945 г. "от старости" и был погребен 11 декабря на кладбище в Шкаляри, отпевание совершал архимандрит Игнатий (Озеров).

## Награды
- Орден Святой Анны 4-й степени (1877 год)
- Орден Святого Владимира 4-й степени с мечами и бантом (1878 год)
- Орден Святой Анны 3-й степени (1893 год)
- Орден Святого Станислава 2-й степени (1896 год)
- Орден Святого Владимира 3-й степени с мечами (1905 год)
- Золотая сабля «За храбрость» (23.10.1905)
- Орден Святого Станислава 1-й степени (1913 год)
- Орден Святого Георгия 4-й степени (21.03.1915)
- Орден Святой Анны 1-й степени с мечами (23.04.1915)
- Орден Святого Владимира 2-й степени с мечами (15.10.1915)